# Willowsiini
Tribu
Les Willowsiini sont une tribu de collemboles de la famille des Entomobryidae.

## Liste des genres
Selon Checklist of the Collembola of the World (version du 19 décembre 2019) :
- Americabrya Mari Mutt & Palacios-Vargas, 1987
- Desertia Tshelnokov, 1979
- Drepanosira Bonet, 1942
- Hawinella Bellinger & Christiansen, 1974
- Janetschekbrya Yosii, 1971
- Lepidodens Zhang & Pan, 2016
- Lepidosinella Handschin, 1920
- Szeptyckiella Zhang, Bedos & Deharveng, 2014
- Willowsia Shoebotham, 1917

## Publication originale
- Yoshii & Suhardjono, 1989 : Notes on the Collembolan Fauna of Indonesia and its vicinities. I. Miscellaneous Notes, with special references to Seirini and Lepidocyrtini. Acta Zoologica Asiae Orientalis, vol. 1, p. 23-90.